# 高萩宿
高萩宿（たかはぎじゅく）は、日光脇往還の宿場（第六宿）。現在の埼玉県日高市高萩（かつての高萩村の中心部）、武蔵高萩駅東方に位置した。

## 概要
もとは1583年（天正11年）11月10日に後北条氏から新宿での市開設の許可を得たのがはじまり。
慶安5年（1652年）に八王子千人同心が日光山火防を命じられ、八王子と日光との往復に日光脇往還が用いられるようになったことで街道筋が整備された。
高萩宿は八王子から6番目の宿場で人馬継立場（荷物を運ぶための人馬が後退する場所）であった。小畔川のたもとにあり、江戸中期まで六斎市で賑わいを見せた。高萩神社、旅籠鶴屋跡などが現存する。
また、根岸宿との間には「日光街道杉並木」として杉並木が形成されている。

## 隣の宿
日光脇往還
根岸宿 - 高萩宿 - 坂戸宿
高萩万次郎